# Sme rodina
Sme rodina (SR, dansk: Vi er familie) er et nationalkonservativt og højrepopulistisk politisk parti i Slovakiet grundlagt i 2015. Det ledes af forretningsmanden Boris Kollár, der var formand for Nationalrådet 2020-2023.
SR kom ind i Nationalrådet ved parlamentsvalgene i 2016 og 2020. Det var i opposition fra 2016 til 2020 og med i koalitionsregeringer fra 2020 til 2023. Det fik ingen mandater ved valget til Europa-Parlamentet i 2019 eller ved parlamentsvalget i Slovakiet 2023. Det er medlem af Bevægelsen for Nationernes og Frihedens Europa, som er en alliance af politiske partier i Europa.

## Historie
Partiet blev grundlagt den 10. november 2015 af forretningsmanden Boris Kollár ved at omdøbe og genbruge et eksisterende mindre parti ved navn Náš Kraj (Vores Land). Partiet fik 6,6 % af stemmerne ved parlamentsvalget i 2016 og 11 pladser i Nationalrådet. I februar 2019 meldte partiet sig ind i Bevægelsen for Nationernes og Frihedens Europa.
Ved parlamentsvalget i 2020 fik partiet 8,24 % af stemmerne og 17 mandater i Nationalrådet.
Ved det slovakiske parlamentsvalg i 2023 fik partiet kun 2,21 % af stemmerne og mistede alle sine pladser i Nationalrådet.